# ラフリー S15
ラフリー S15 (Laffly S15) は、1930年代前半にフランスのラフリー社で開発された6×6輪駆動の装輪式軍用車両である。

## 概要
1930年代前半、フランス陸軍砲兵部隊は様々なタイプの砲兵トラクターを導入し機械化を進めていた。装軌式のルノー UEやロレーヌ 37L、ハーフトラック式のユニック P107・ソミュア MCG/MCLなどの車種と同時期に導入されたのがラフリー社の開発したS15であった。
S15には砲兵トラクター型のラフリー S15T、偵察車型のラフリー S15Rという2種類の主要なモデルがあり、減速機の違いにより、S15TはS15Rに比べ速度が遅く、その代りに積載容量・牽引容量で勝っていた。1939年にフランスがルーマニアにルノー R35軽戦車 41両を輸出した際、何両かのS15Tが同時に輸出された。
S15Tは約400両生産され、M1897 75mm野砲やM1935 105mm榴弾砲の牽引に用いられた。2列の座席に運転手を含め6名が搭乗可能で、その後部には防水シートで覆う事の出来る弾薬搭載スペースがあった。積載容量は1.4トン、牽引力は1.8トンであった。
S15RはS15Tに比べわずかに小型で、積載容量は800kgである一方、最高速度は72km/hであった。
この他、S15TやS15Rをベースにした工兵車、回収車、救急車、装甲車などが計画されたが、量産されたものは多くない。この中で開発されたS15TOE (TOEはthéâtre d'opérations extérieures、海外での作戦、といった意味)と呼ばれるモデルは、アフリカ大陸のフランス植民地向けに開発された装甲車型で、S15Rのシャーシをベースに装甲化された車体と旋回式の機関銃塔を持っていた。この車両はフランスがドイツに降伏した後、イタリア軍によって接収され、北アフリカ戦線のイタリア軍部隊によって実戦投入された。
また、1930年代後半には、S15をベースにラフリー W15、ラフリー V15といった別のモデルが開発された。W15はS15の設計を踏襲しつつ、車体の高さを低くしたもので、これにより安定性向上や敵からの視認性低下といった効果を得たものである。V15はW15と同等の低背モデルを更に4×4輪駆動に変更したものであった。

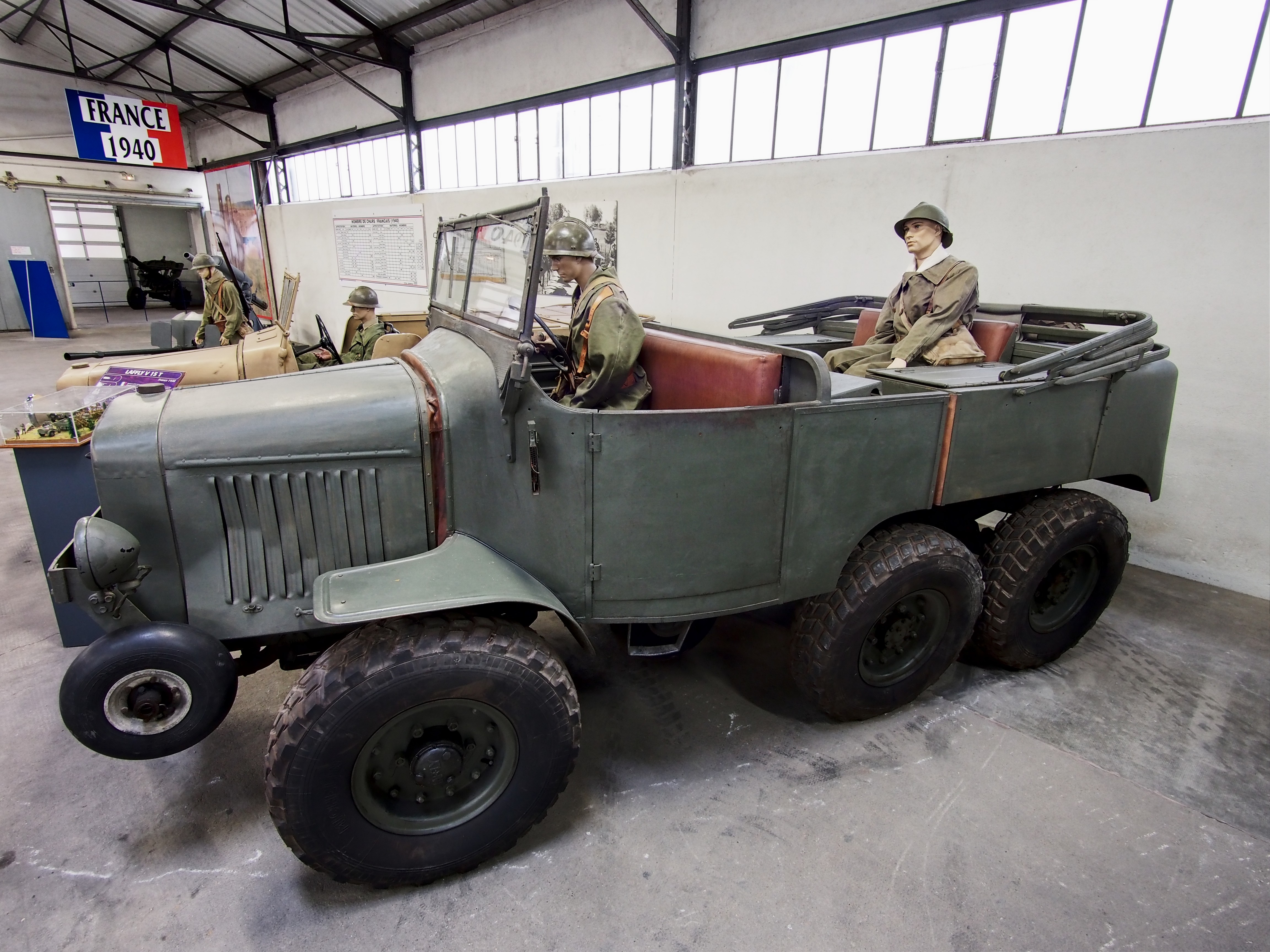
S15R, ソミュール戦車博物館
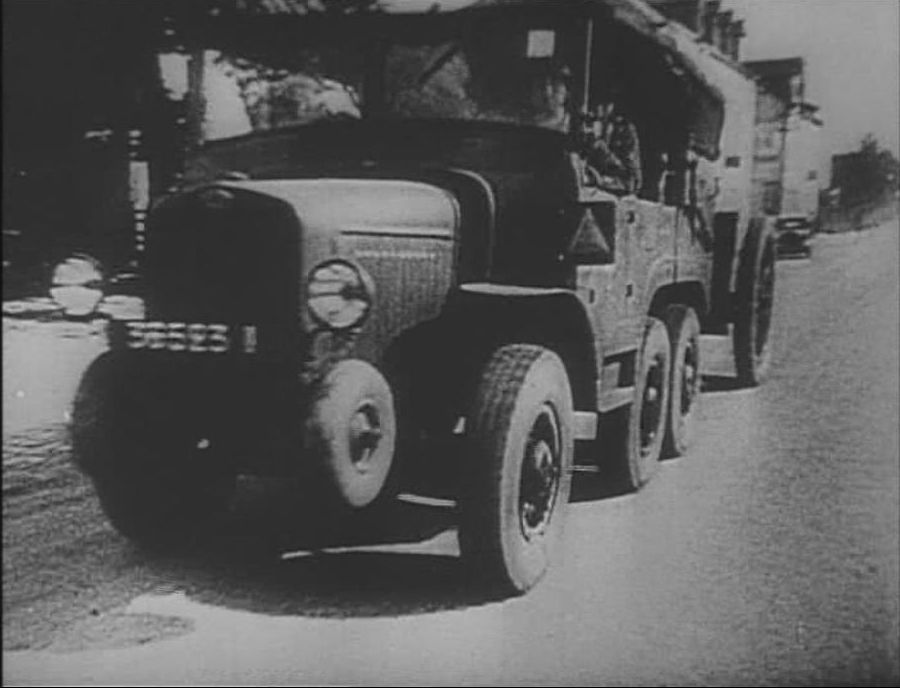
S15T, 1940年。
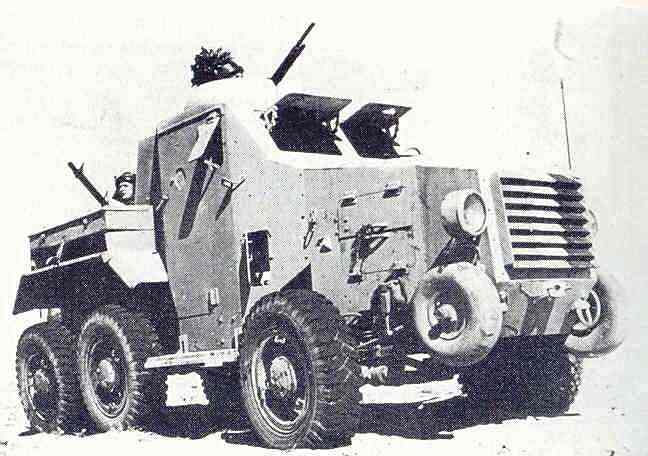
S15TOE, 1941年、イタリア軍。